# ۱۴۱۷ (میلادی)
۱۴۱۷ (میلادی) هزار و چهارصد  و هفدهمین سال تقویم میلادی است.

## زادگان
- ۲۳ فوریه – پل دوم، کشیش ایتالیایی (د. ۱۴۷۱)